# Kaumatua

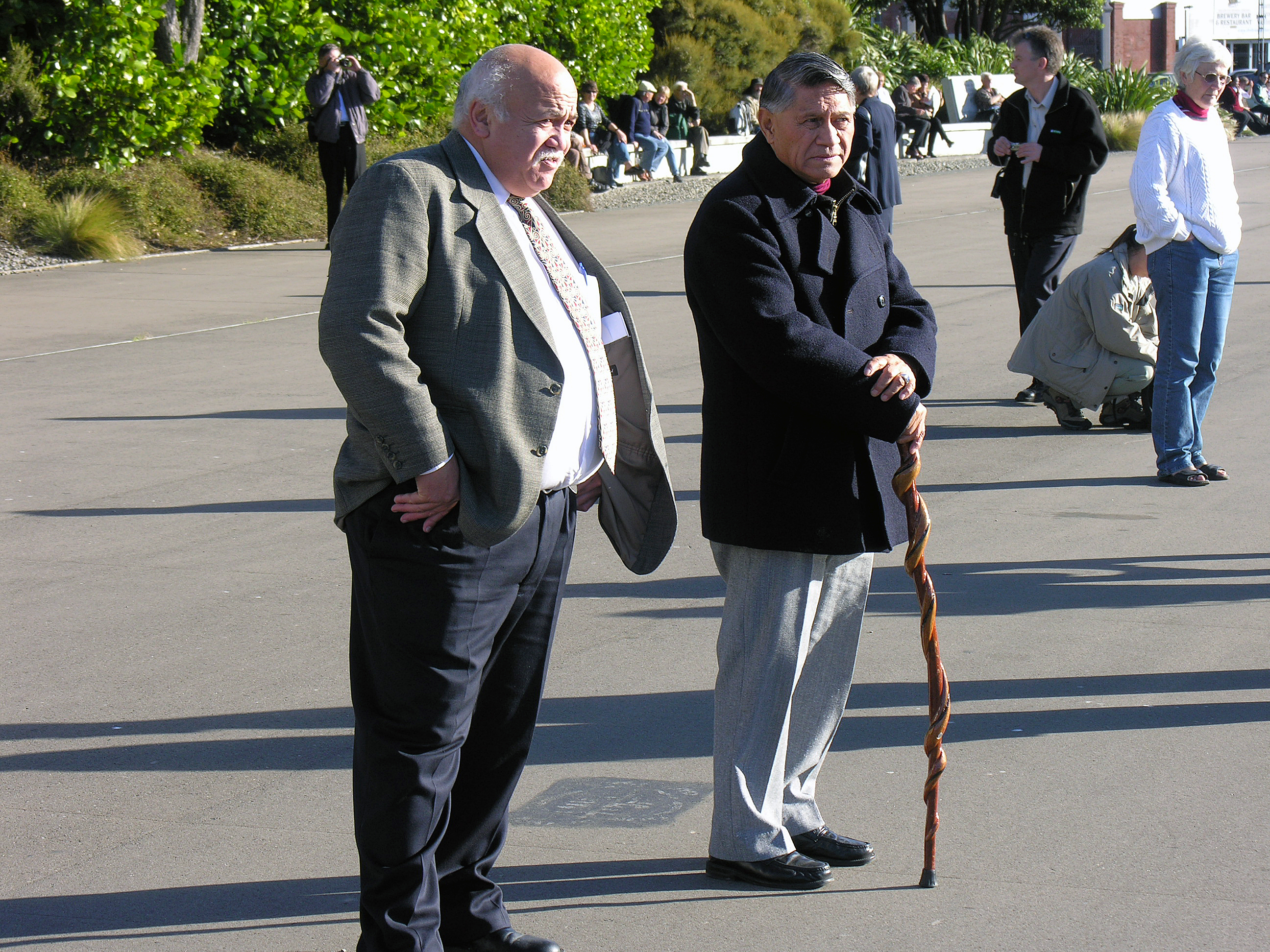
Due Kaumatua assistono all'affondamento della nave HMNZS Wellington (F-69)

Kaumatua è un termine maori per indicare gli anziani delle comunità tribali; il titolo viene usato per persone di ambo i sessi, che si siano occupati del loro whānau (famiglia allargata) per un certo numero di anni. Vengono scelti dalla comunità per insegnare e guidare l'attuale generazione e quelle future, e sono oggetto di grande rispetto. I Kaumatua devono conoscere bene la cultura (Tikanga), la storia e la lingua māori (Te Reo), inoltre devono saper conservare il mana del whānau, dell'hapū (sotto-tribù) e dell'iwi (tribù) di cui fanno parte. Sono stati definiti i "custodi delle conoscenze e tradizioni delle tribù, delle sottotribù e delle famiglie".